# Lauterbach (Turíngia)
Lauterbach é um município da Alemanha, situado no distrito de Wartburg, no estado da Turíngia. Tem 6,62 km² de área, e sua população em 2019 foi estimada em 663 habitantes.